# 秋田道夫
秋田 道夫（あきた みちお、1953年6月11日 - ）は、日本のプロダクトデザイナー。
大阪府吹田市生まれ。1977年、愛知県立芸術大学美術学部デザイン科工業デザイン専攻卒業。同年、第26回毎日ID賞を受賞。ケンウッド、ソニーで製品デザインを担当。1988年からフリーランスとして活動を続ける。1995年度・1999年度グッドデザイン賞を受賞。2020年、German Design AwardのGold（最優秀賞）を獲得。LED薄型信号機、六本木ヒルズ・虎ノ門ヒルズセキュリティゲート、交通系ICカードチャージ機などを手がけた。
著書に『機嫌のデザイン　まわりに左右されないシンプルな考え方』（ダイヤモンド社）、『自分に語りかける時も敬語で』（夜間飛行）がある。

## 主な作品
- deviceSTYLE サーモマグコーヒーメーカー
- deviceSTYLE 1本収納タイプワインセラー
- セキュリティーゲートTAG-5000
- セキュリティーゲートTAG-9000
- LED式歩行者用信号機（信号電材）
- MA (Modern design for All) IHクッキングプレート
- Primario（テープカッター他）
- 湯のみ 80mm
- 土鍋「do-nabe」
- タンブラーグラス 78mm
- マドラー Vantech 220mm